# Philodamia
Genre
Philodamia est un genre d'araignées aranéomorphes de la famille des Thomisidae.

## Distribution
Les espèces de ce genre se rencontrent en Asie du Sud-Est, en Asie de l'Est et en Asie du Sud.

## Liste des espèces
Selon World Spider Catalog (version 24, 21/07/2023) :
- Philodamia armillata Thorell, 1895
- Philodamia gongi (Yin, Peng, Gong & Kim, 2004)
- Philodamia hilaris Thorell, 1895
- Philodamia pingxiang Zhu & Ono, 2007
- Philodamia semicincta (Workman, 1896)
- Philodamia tongmian Zhu & Ono, 2007
- Philodamia variata Thorell, 1895

## Systématique et taxinomie
Ce genre a été décrit par Thorell en 1895 dans les Misumenidae.

## Publication originale
- Thorell, 1895 : « Decas aranearum in ins. Singapore a Cel. Th. Workman inventarum. » Bollettino della Società Entomologica Italiana, vol. 26, no 3/4, p. 321-355 (texte intégral).